# Vitalic

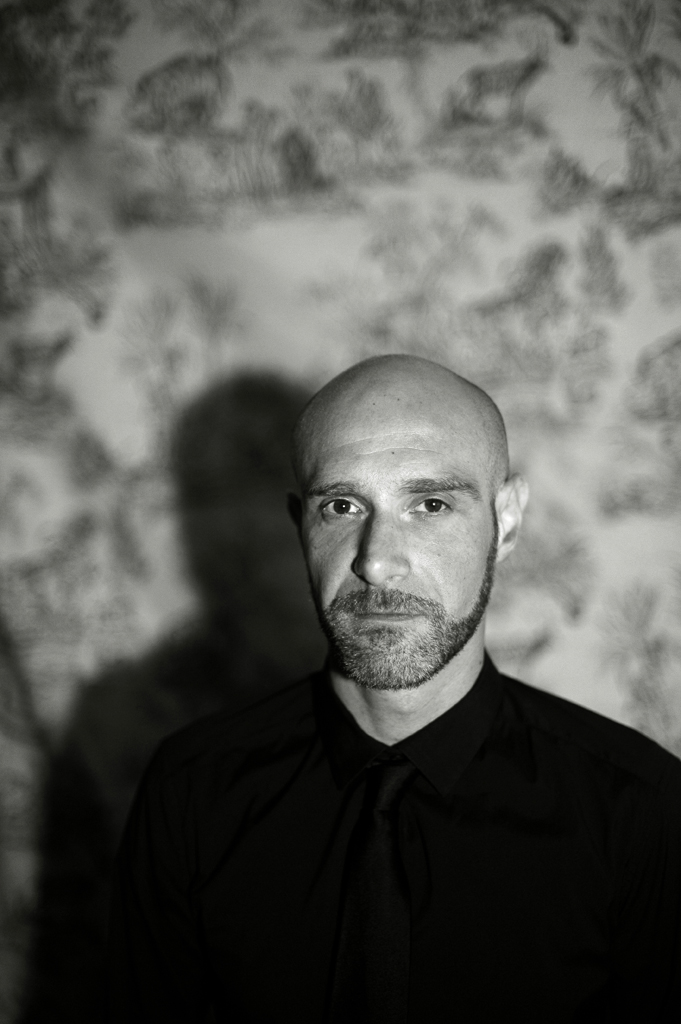
Vitalic (2013)

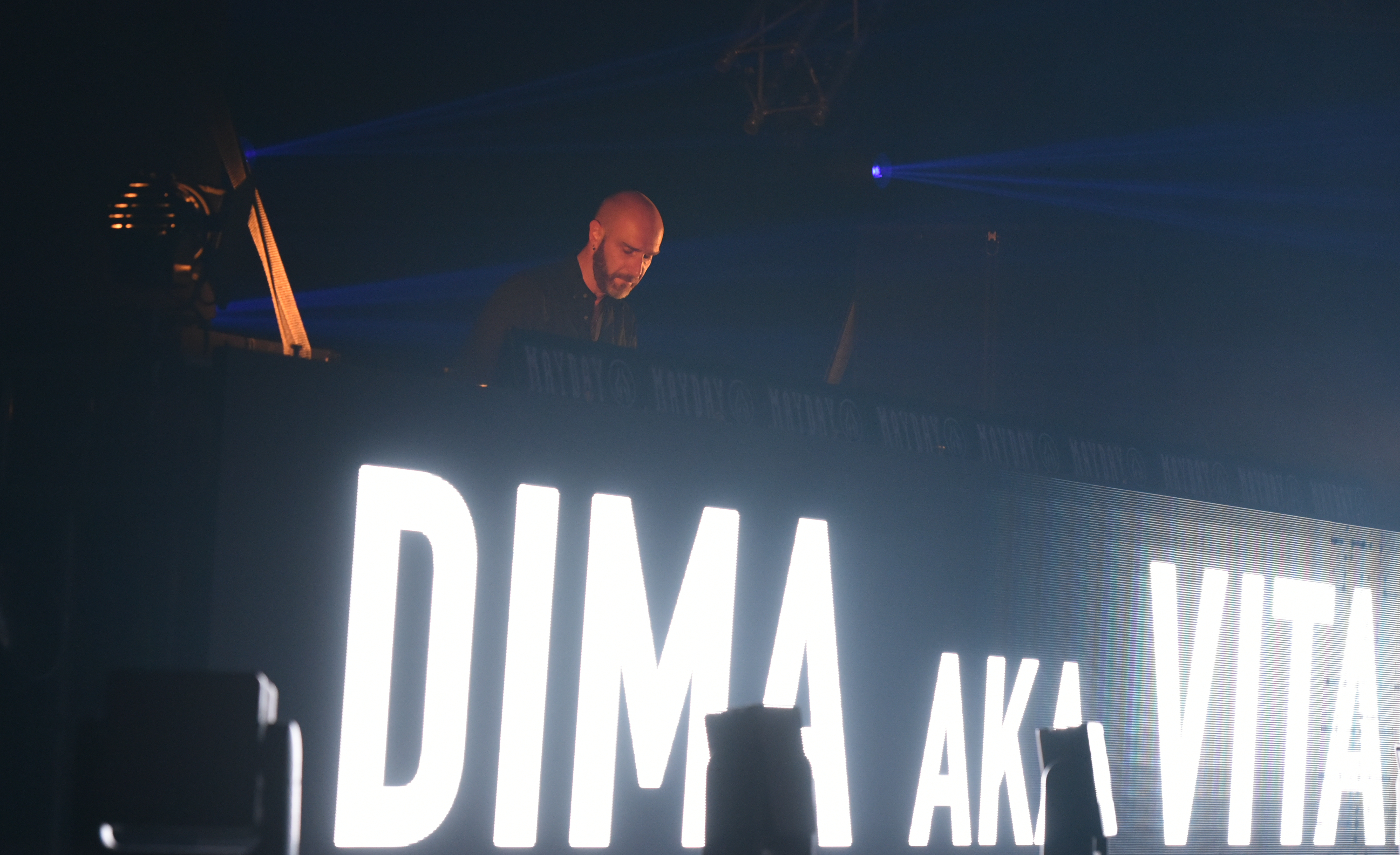
Vitalic auf der Mayday 2019

Vitalic ist das bekannteste Pseudonym des französischen Techno-Musikers Pascal Arbez-Nicolas (* 1976). Er veröffentlicht außerdem unter den Künstlernamen Citizen Crew, Dima und Hustler Pornstar.

## Leben
Vitalic beschäftigte sich in seiner Jugend mit belgischem New Beat und den Werken des Komponisten Wim Mertens. Kurz darauf begann er mit der Produktion eigener Werke. Erste Werke erschienen unter dem Alias Dima auf dem französischen Technolabel Choice.
Aus der Bekanntschaft mit dem Electro-Produzenten The Hacker (Michel Amato) entwickelte sich bald eine enge Freundschaft. Amato vermittelte Vitalic an DJ Hells Plattenlabel International Deejay Gigolos. Durch die 2001 auf Gigolo veröffentlichte Poney EP wurde Vitalic erstmals einem größeren Publikum bekannt. Im selben Jahr gründete Arbez-Nicolas das Label Citizen Records.
Sein Debütalbum OK Cowboy erschien 2005. Es folgten weitere Alben und EPs auf Labeln wie Different oder PIAS.
Neben seinen eigenen Veröffentlichungen produzierte er eine Vielzahl an Remixen für andere Künstler.
2019 veröffentlichte er unter dem Projektnamen Kompromat zusammen mit der Sängerin Julia Lanoë das deutschsprachige Album Traum und Existenz.

## Diskographie

### Alben
- Vitalic – OK Cowboy (2005)
- Citizen Crew – Résumé – Selected & Mixed By Citizen Crew (DJ-Mix, 2006)
- Vitalic – V Live (2007)
- Vitalic – Résumé (2007)
- Vitalic – Flashmob (2009)
- Vitalic – Rave Age (2012)
- Vitalic – Voyager (2017)
- Kompromat – Traum und Existenz (2019)
- Vitalic – Dissidaence Episode 1 (2021)
- Vitalic – Dissidaence Episode 2 (2022)
- Kompromat – PLДYING / PRДYING (2025)

### Singles / EPs
- Dima – Bonne Nouvelle EP (1996)
- Dima – Untitled (1996)
- Dima – Fuckeristic EP (1999)
- Hustler Pornstar – You Know… EP (1999)
- Hustler Pornstar – You Know…Part II (2000)
- Dima – Copy Kills Music (2000)
- Vitalic – Poney EP (2001)
- Vitalic – To L’An-fer From Chicago (2003)
- Vitalic – Fanfares (2004)
- Vitalic – My Friend Dario (2005)
- Vitalic – No Fun (2005)
- Vitalic – Bells (2006)
- Vitalic – Disco Terminateur EP (2009)
- Vitalic – Poison Lips (2009)
- Vitalic – One Above One
- Vitalic – Second Lives (2010)
- Vitalic – Stamina (2012)
- Vitalic – Fade Away (2013)
- Vitalic – Film Noir EP (2016)
- Vitalic – Waiting for the Stars feat. David Shaw (2016)

### Remixe
- Lady B feat. Samantha – Swany (2002)
- Slam feat. Dot Allison – Visions (2002)
- A Number of Names – Shari Vari (2002)
- Miss Kittin & The Hacker – 1982 (2002)
- Demon vs. Heartbreaker – You Are My High (2002)
- Manu le Malin – Ghost train (2002)
- Giorgio Moroder – The Chase (2003)
- Basement Jaxx – Cish Cash (2004)
- Daft Punk – Technologic (2005)
- Björk – Who is it (2005)
- Röyksopp – What Else is there? (2005)
- Moby – Go (2006)
- Detroit Grand Pubahs And Dave The Hustler – Go Ahead (2006)
- Heartsrevolution – Ultraviolence (2008)
- Jean Michel Jarre – La Cage (2010)
- Jean Michel Jarre – Erosmachine (2010)
- Paul Kalkbrenner – Altes Kamuffel (2014)